# Canton de Marseille-La Belle-de-Mai
Le canton de Marseille-La Belle-de-Mai est une ancienne division administrative française située dans le département des Bouches-du-Rhône, dans l'arrondissement de Marseille. Auparavant canton de Marseille V

## Composition
Le canton de Marseille-La Belle-de-Mai se composait d’une fraction de la commune de Marseille. Il comptait 28 667 habitants (population municipale) au 1er janvier 2012.
| Nom                                     | Code Insee | Intercommunalité                   | Population (dernière pop. légale)                |
| --------------------------------------- | ---------- | ---------------------------------- | ------------------------------------------------ |
| Marseille 3e Arrondissement (chef-lieu) | 13055      | Métropole d'Aix-Marseille-Provence | Fraction : 28 667(2012) Commune : 862 211 (2016) |

Quartiers de Marseille inclus dans le canton (partie du 3e arrondissement) :
- Belle de Mai
- Saint-Lazare
- La Vilette

## Représentation

### Conseillers généraux de 1833 à 1871 (canton de Marseille-Sud extra-muros)
| Période                                  | Période | Identité                           | Étiquette                  | Qualité                                                                     |
| ---------------------------------------- | ------- | ---------------------------------- | -------------------------- | --------------------------------------------------------------------------- |
| 1833                                     | 1848    | Wulfran Puget                      |                            | Négociant et armateur à Marseille                                           |
| 1848                                     | 1855    | Bruno Rostand                      | Royaliste puis Légitimiste | Négociant, financier et armateur à Marseille                                |
| 1855                                     | 1864    | Edmond Canaple (cousin de W.Puget) | Majorité dynastique        | Négociant Président du Tribunal de commerce de Marseille Député (1855-1863) |
| 1864                                     | 1871    | Simon Ramagni (1807-1886)          |                            | Négociant, expéditionnaire de navires Maire de Marseille (1879-1880)        |
| Les données manquantes sont à compléter. |         |                                    |                            |                                                                             |

### Conseillers généraux du canton de Marseille-V puis de Marseille-La Belle-de-Mai (1871 à 2015)
| Période                                  | Période                    | Identité                      | Étiquette           | Qualité |
| ---------------------------------------- | -------------------------- | ----------------------------- | ------------------- | --- |
| 1871                                     | 1874 (démission)           | Alexandre Labadié (1814-1892) | Républicain         | Négociant à Marseille, ancien Préfet des Bouches-du-Rhône Président du Conseil Général (1871-1874)                                                  |
| 1874                                     | 1883                       | Charles-Théophile Fauré       | Gauche              | Médecin à Marseille |
| 1883                                     | 1886                       | Théophile Fabre               | Socialiste          | Professeur, conseiller municipal de Marseille |
| 1886                                     | 1892                       | Séraphin Rech                 | Républicain         | Pharmacien et fabricant de thé à Marseille |
| 1892                                     | 1898                       | Louis-Alexandre Nicolas       | Républicain         | Conseiller municipal de Marseille |
| 1898                                     | 1901                       | Raymond Cayol                 | Républicain         | Comptable, conseiller municipal de Marseille |
| 1901                                     | 1919                       | Joseph Noël Schurer           | Socialiste puis PRS | Employé à la mairie de Marseille Ancien conseiller d'arrondissement du canton de Marseille-IV                                                       |
| 1919                                     | 1937                       | Toussaint Ambrosini           | SFIO                | Conseiller municipal de Marseille Député (1930-1936)                                                                                                |
| 1937                                     | 1940 (déchu de son mandat) | César Matton (1889-1968)      | PC-SFIC             | Ouvrier, secrétaire de l'Union régionale CGTU des Bouches-du-Rhône Conseiller d'arrondissement Révoqué à la suite du décret Daladier                |
|                                          |                            |                               |                     | |
| 1945                                     | 1952 (décès)               | Josette Reibaut (1919-1952)   | PCF                 | Employée de banque Conseillère municipale de Marseille                                                                                              |
| 20 juillet 1952                          | 1964 (démission)           | Henri Pagès                   | PCF                 | Postier, suppléant du député Paul Cermolacce (1962-1967)                                                                                            |
| 1964                                     | 1993 (décès)               | Roger Donadio (1923-1993)     | PCF                 | Ouvrier métallurgiste Suppléant du député Paul Cermolacce (1967-1978), de la députée Jeanine Porte (1978-1981) et du député Guy Hermier (1988-1993) |
| 1993                                     | 1994 (annulation)          | Jean Dufour                   | PCF                 | Professeur, suppléant du député Guy Hermier (1993-1997)                                                                                             |
| 1994                                     | 1995 (démission)           | Bernard Tapie                 | MRG                 | Député (1989-1992 et 1993-1996) Ministre (1992-1993)                                                                                                |
| 1996                                     | 2001                       | Jean Dufour                   | PCF                 | Député (2001-2002) |
| 2001                                     | 2015                       | Lisette Narducci              | PS puis PRG         | Vice-Présidente du Conseil général Maire du deuxième secteur de Marseille Conseillère municipale de Marseille                                       |
| Les données manquantes sont à compléter. |                            |                               |                     | |

### Conseillers d'arrondissement du canton de Marseille-Sud extra muros (de 1833 à 1871)
| Période                                  | Période | Identité                         | Étiquette | Qualité                                    |
| ---------------------------------------- | ------- | -------------------------------- | --------- | ------------------------------------------ |
| 1833                                     | 1839    | Joseph Hilarion Roux (1791-1858) |           | Banquier à Marseille, négociant en Afrique |
| 1839                                     | 1845    | M. Boude                         |           | Propriétaire à Marseille                   |
|                                          |         |                                  |           |                                            |
| Les données manquantes sont à compléter. |         |                                  |           |                                            |

### Conseillers d'arrondissement du canton de Marseille-V (de 1871 à 1940)
| Période                                  | Période          | Identité                             | Étiquette           | Qualité |
| ---------------------------------------- | ---------------- | ------------------------------------ | ------------------- | --- |
| 1871                                     | 1876 (démission) | Stanislas-Félix Gobin                |                     | Fabricant de bourrelets, Marché des Capucins                                                                                |
| 1880                                     | 1882 (démission) | Auguste Bouge                        | Républicain radical | Avocat, député (1889-1898 et 1910-1919)                                                                                     |
| 1882                                     | 1892 (décès)     | Alfred Ducreux                       | Républicain         | Ancien officier au troisième régiment de zouaves, consul du Paraguay                                                        |
| 1892                                     | 1904             | Émile Champion                       | Républicain         | Entrepreneur de travaux publics, Président du Conseil d'arrondissement                                                      |
| 1904                                     | 1910             | Ignace Ceccaldi                      | SFIO                | Cordonnier |
| 1910                                     | 1919             | Joseph Ceccaldi (frère du précédent) | SFIO                | Commerçant puis commis de 1re classe dans l’administration de la guerre en 1914, propriétaire rue Clovis-Hugues à Marseille |
| 1919                                     | 1928             | Fernand Perrin                       | SFIO                | Employé de commerce |
| 1928                                     | 1934             | Louis Schurer                        | PRS                 | Chef du service des retraites ouvrières et paysannes à la mairie de Marseille                                               |
| 1934                                     | 1936 (démission) | Jean Cristofol                       | PC-SFIC             | Sous-brigadier des douanes, député (1936-1940)                                                                              |
| 1936                                     | 1937             | César Matton (1889-1968)             | PC-SFIC             | Ouvrier d'état |
| 1937                                     | 1940             | Paul Vitou                           | PC-SFIC             | Cheminot puis chaudronnier Déchu de son mandat le 25 janvier 1940                                                           |
| 1940                                     |                  |                                      |                     | Les conseils d'arrondissement ont été suspendus par la loi du 12 octobre 1940 et n'ont jamais été réactivés                 |
| Les données manquantes sont à compléter. |                  |                                      |                     | |

## Deux photos du canton
|  |  |

## Démographie
| 1982 | 1990   | 1999   | 2006   | 2011   | 2012   |
| ---- | ------ | ------ | ------ | ------ | ------ |
| -    | 39 306 | 38 784 | 28 372 | 28 888 | 28 667 |